# Saba Esper
 (juin 2019).
Si vous disposez d'ouvrages ou d'articles de référence ou si vous connaissez des sites web de qualité traitant du thème abordé ici, merci de compléter l'article en donnant les références utiles à sa vérifiabilité et en les liant à la section « Notes et références ».
Saba Esper (en arabe : سابا إسبر) est le métropolite de l'archidiocèse grec-orthodoxe de Bosra, du Hauran et du Jabal al-Arab. Il est né en 1959 à Lattaquié.